# Initiative populaire « Pour la protection face à la violence des armes »
L'initiative populaire fédérale « Pour la protection face à la violence des armes » est une initiative populaire suisse, refusée par le peuple et les cantons le 13 février 2011. Elle est la seule votation fédérale organisée dans le pays cette année-là.

## Contenu
Cette initiative vise à ajouter un article 118a à la Constitution fédérale pour régler « l'acquisition, la possession, le port, l'usage et la remise d'armes, d'accessoires d'armes et de munitions ». Elle demande une justification pour toute possession d'arme à feu, oblige le stockage des armes militaires à l'arsenal et met en place un registre fédéral des armes à feu.

### Texte de loi[2]
« La Constitution fédérale du 18 avril 1999 est modifiée comme suit :
Art. 107 Titre et al. 1
Titre
Matériel de guerre
1 Abrogé
Art. 118a (nouveau) Protection contre la violence due aux armes
1 La Confédération édicte des prescriptions contre l’usage abusif d’armes, d’accessoires d’armes et de munitions. A cet effet, elle règle l'acquisition, la possession, le port, l'usage et la remise d’armes, d’accessoires d’armes et de munitions.
2 Quiconque entend acquérir, posséder, porter, utiliser ou remettre une arme à feu ou des munitions doit justifier d'un besoin et disposer des capacités nécessaires. La loi règle les exigences et les détails, en particulier pour :
a. les professions dont l'exercice impose de disposer d'une arme;
b. le commerce d'armes à titre professionnel;
c. le tir sportif;
d. la chasse;
e. les collections d'armes.
3 Nul ne peut acquérir ni posséder à des fins privées une arme particulièrement dangereuse telle qu'une arme à feu automatique ou un fusil à pompe.
4 La législation militaire règle l'utilisation d'armes par les militaires. En dehors des périodes de service militaire, l'arme à feu des militaires est conservée dans des locaux sécurisés de l'armée. Aucune arme à feu n'est remise aux militaires qui quittent l'armée. La loi règle les exceptions, notamment pour les tireurs sportifs titulaires d'une licence.
5 La Confédération tient un registre des armes à feu.
6 Elle appuie les cantons dans l'organisation de collectes d'armes à feu.
7 Elle œuvre au niveau international afin de limiter la disponibilité des armes légères et de petit calibre. »

## Déroulement

### Contexte historique
Dès le début des années 2000, l'opinion publique s'émeut de plusieurs affaires médiatiques impliquant des armes à feu : en 2001, le parlement zougois est victime d'un tireur qui fait 14 morts. En 2006, c'est la championne de ski Corinne Rey-Bellet qui est tuée, avec son frère, par son mari. Enfin, en 2009, une recrue tue une adolescente avec son fusil d'assaut ; cette dernière attendait simplement le bus à Zurich.
C'est à la suite de ces différents événements qu'un comité, formé principalement de représentants du Parti socialiste suisse et du Groupe pour une Suisse sans armée, lance cette initiative à la fin de l'année 2007. Ils dénoncent les « 2,3 millions d'armes à feu [..] en circulation dans l'ensemble du pays » qui, selon eux, causeraient 300 morts par année.

### Récolte des signatures et dépôt de l'initiative
La récolte des 100 000 signatures nécessaires s'est déroulée entre le 4 septembre 2007 et le 23 février 2009. Le même jour, elle a été déposée à la chancellerie fédérale qui l'a déclarée valide le 16 mars de la même année.

### Discussions et recommandations des autorités
Le parlement et le Conseil fédéral ont recommandé le rejet de cette initiative. Dans son message aux Chambres fédérales, le gouvernement relève d'une part les efforts déjà entrepris pour améliorer la situation (en cessant de distribuer de la munition de guerre aux soldats et en offrant la possibilité de garder les armes à l'arsenal) et d'autre part la difficulté de mise en pratique et de contrôle de certaines des mesures demandées.
Les recommandations de vote des partis politiques sont les suivantes : 
| Parti politique              | Recommandation |
| ---------------------------- | -------------- |
| Parti bourgeois-démocratique | non            |
| Parti chrétien-social        | oui            |
| Parti démocrate-chrétien     | non            |
| Parti socialiste             | oui            |
| Parti suisse du travail      | oui            |
| Vert'libéraux                | oui            |
| Les Libéraux-Radicaux        | non            |
| Union démocratique du centre | non            |
| Union démocratique fédérale  | non            |
| Les Verts                    | oui            |

### Votation
Soumise à la votation le 13 février 2011, l'initiative est refusée par 20 5/2 cantons et par 56,3 % des suffrages exprimés. 

#### Résultats
| Pour                          | Pour | Contre    | Contre | Invalide/ blanc | Total     | Inscrits  | Partici pation | Cantons pour | Cantons pour | Cantons contre | Cantons contre | Résultat |
| Votes                         | %    | Votes     | %      | Invalide/ blanc | Total     | Inscrits  | Partici pation | Entiers      | Demi         | Entiers        | Demi           | Résultat |
| ----------------------------- | ---- | --------- | ------ | --------------- | --------- | --------- | -------------- | ------------ | ------------ | -------------- | -------------- | -------- |
| 1 083 312                     | 43,7 | 1 395 812 | 56,3   | 22 136          | 2 501 260 | 5 091 652 | 49,12          | 5            | 1            | 15             | 5              | Rejetée  |
| Source: Gouvernement Suisse 1 |      |           |        |                 |           |           |                |              |              |                |                |          |

#### Résultats par cantons
Le tableau ci-dessous détaille les résultats par cantons :